# 即刻毀滅
是一部由科恩兄弟導演的黑色喜劇電影，於2008年9月12日在美國上映，由約翰·馬克維奇、喬治·克隆尼、法蘭西絲·麥朵曼、布萊德·彼特和蒂妲·絲雲頓主演。本片曾於2008年8月27日在第65屆威尼斯國際電影節首映 。
根據導演科恩兄弟表示，劇情主題是關於美國中央情報局（CIA）、華盛頓特區的健身教練，以及網路交友約會。本片是這對兄弟導演再以《險路勿近》（No Country For Old Men）贏得奧斯卡後的第一部新作，演員之一的蒂妲·絲雲頓形容本片「...像是一種很誇張的荒謬喜劇。所有演員都很誇張，真的很誇張。電影充滿了荒謬之處。比《險路勿近》要輕鬆多了。」

## 劇情摘要
中央情報局分析師奧斯朋·考克斯（Osbourne Cox，約翰·馬克維奇 飾）在因酗酒問題被降級後怒而辭職，開始撰寫在中情局期間的回憶錄。他早有外遇的妻子凱蒂·考克斯（Katie Cox，蒂妲·絲雲頓 飾）因而秘書處決定要離婚。在與唯利是圖的離婚律師商談後，聽從其建議由奧斯朋電腦中拷貝其所有的個人財務資料，包括正撰寫到一半的回憶錄。資料光碟輾轉來到「硬漢健身房」，在此工作的查德·菲爾德海墨（Chad Feldheimer，布萊德·彼特 飾）及其芳心寂寞需錢孔急的女同事琳達·麗茲（法蘭西絲·麥朵曼飾）發現光碟，以為事關情報機密，打算聯繫失主以取得報酬，但其神經兮兮的作風令考克斯以為是被勒索。一言不合之下，兩人決定利用手上的「機密」牟利。而琳達經由internet四處約會解決情感需求，又恰好約到了凱蒂花心的外遇對象（喬治·克隆尼）。於是各方陰錯陽差地糾結在一起。

## 角色與演員
- 喬治·克隆尼 - 哈瑞·費爾（Harry Pfarrer）[4]
- 法蘭西絲·麥朵曼 - 琳達·麗茲（Linda Litzke）[4]
- 約翰·馬克維奇 - 奧斯朋·考克斯（Osbourne Cox）[4]
- 蒂妲·絲雲頓 - 凱蒂·考克斯（Katie Cox）[4]
- 布萊德·彼特 - 查德·菲爾德海墨（Chad Feldheimer）[4]
- 理查德·詹金斯 - [4]
- 伊麗莎白·瑪爾莫（Elizabeth Marvel） - [4]
- 大衛·瑞奇（英语：David Rasche） - 中情局職員[4]
- J·K·西蒙斯  - 中情局督察[4]

## 資料來源
1. 1 2   . .   [2008-02-25]. （原始内容存档于2008-08-22）.
2. ↑  . .   [2008-04-28]. （原始内容存档于2013-05-16）.
3. ↑  . .   [2007年11月26日]. （原始内容存档于2007年12月1日）.
4. 1 2 3 4 5 6 7 8 9  . .   [2008年1月7日]. （原始内容存档于2009年1月8日）.

## 外部連結
- （英文）官方網站 （页面存档备份，存于）
- （英文）官方網站
- （英文）Apple.com 上的官方預告 （页面存档备份，存于）（限制級預告，需要iTunes才能觀看）
- 互联网电影数据库（IMDb）上《即刻毀滅》的资料（英文）
- （英文）喬治·克隆尼  網站的製作頁面
- 雅虎香港電影《CIA光碟離奇失竊案》